# П'яте управління КДБ СРСР
П'яте управління КДБ СРСР — структурний підрозділ КДБ СРСР, відповідальний за роботу за лінією боротьби з «ідеологічними диверсіями», тобто з радянськими дисидентами.
Генерал-полковник Пилип Бобков, начальник Управління, 1999 року зазначав, що «термін „ідеологічна диверсія“ не зовсім точно відображав функції П'ятого управління. Його завдання згодом були визначені більш точно — захист конституційного ладу. Так формулював їх ще Ю. В. Андропов».

## Історія
3 липня 1967 року голова КДБ СРСР Юрій Андропов направив до ЦК КПРС записку про доцільність створення в рамках КДБ самостійного управління, яке б відповідало за боротьбу з ідеологічними диверсіями. Як пояснював Андропов у записці
|  | Доцільність цього зумовлена, зокрема, тим, що нинішня функціональність контррозвідки в центрі та на місцях передбачає зосередження її основних зусиль на організації роботи серед іноземців в інтересах виявлення насамперед їхніх розвідувальних дій, тобто вона звернена назовні. Лінія ж боротьби з ідеологічною диверсією та її наслідками серед радянських людей ослаблена, цій ділянці роботи належної уваги не приділяють. Оригінальний текст (рос.) Целесообразность этого вызывается, в частности, тем, что нынешняя функциональность контрразведки в центре и на местах предусматривает сосредоточение её основных усилий на организации работы среди иностранцев в интересах выявления прежде всего их разведывательных действий, т.е. она обращена вовне. Линия же борьбы с идеологической диверсией и её последствиями среди советских людей ослаблена, этому участку работы должного внимания не уделяется. |

17 липня 1967 року Політбюро ЦК КПРС розглянуло записку Андропова і ухвалило постанову № П 47/97 про утворення 5-го управління КДБ СРСР, дозволивши збільшити штатну чисельність органів КДБ на 2250 одиниць і 250 легкових автомобілів.
25 липня 1967 року було видано наказ голови КДБ СРСР № 0096, згідно з яким штат 5-го управління визначали у 201 посадову особу. Куратором цього Управління по лінії керівництва став перший заступник голови КДБ Семен Цвігун.
З утворенням у структурі Управління нових відділів його штат до 1982 року збільшився до 424 осіб. Усього ж, за спогадами Бобкова, за лінією Управління в СРСР служило 2,5 тисячі співробітників.
11 серпня 1989 року було видано постанову Ради міністрів СРСР, згідно з якою 5-те управління КДБ СРСР було перетворено в Управління із захисту радянського конституційного ладу КДБ СРСР (управління «З»). Начальником нового управління призначили генерал-лейтенанта Євгенія Іванова.
Ідейним спадкоємцем П'ятого управління КДБ СРСР і Управління «З» як такого нерідко визнають Службу захисту конституційного ладу та боротьби з тероризмом ФСБ РФ, створену в листопаді 1998 року після об'єднання Управління конституційної безпеки ФСБ і Департаменту з боротьби з тероризмом ФСБ.

## Структура
- 1-й відділ (утворений 1967 року) — робота з каналами культурного обміну, з творчими спілками, НДІ, медичними та культурними установами, іноземцями;
- 2-й відділ (утворений 1967 року) — робота спільно з ПГУ проти центрів ідеологічних диверсій імперіалістичних держав, припинення діяльності націоналістичних і шовіністських елементів, а також «Народно-трудового союзу»;
- 3-й відділ (утворений 1967 року) — робота по лінії студентського обміну, студентів і викладачів;
- 4-й відділ (утворений 1967 року) — робота по лінії релігійних організацій; кураторство над церквою;
- 5-й відділ (утворений 1967 року) — розшук авторів анонімних антирадянських документів і листівок, перевірка сигналів про факти тероризму, допомога місцевим органам держбезпеки щодо запобігання масовим антигромадським проявам;
- 6-й відділ (утворений 1967 року) — планування та інформаційна робота, аналіз даних про ідеологічні диверсії: «узагальнення та аналіз даних про діяльність противника зі здійснення ідеологічної диверсії. Розробка заходів щодо перспективного планування та інформаційної роботи»;[6]
- 7-й відділ (утворений 1969 року) — «виявлення і перевірка осіб, які виношують наміри застосувати вибухові речовини і пристрої в антирадянських цілях»[7]. Цьому відділу було також передано функції з розшуку авторів анонімних антирадянських документів і перевірку сигналів про погрози на адресу вищих керівників країни;
- 8-й відділ (утворений 1973 року) — «виявлення і припинення акцій ідеологічної диверсії підривних сіоністських центрів»;
- 9-й відділ (утворений 1974 року) — «ведення найважливіших розробок на осіб, яких підозрюють в організованій антирадянській діяльності (окрім націоналістів, церковників, сектантів); виявленням і припиненням ворожої діяльності осіб, які виготовляють та поширюють антирадянські матеріали; проведенням агентурно-оперативних заходів щодо розкриття на території СРСР антирадянської діяльності зарубіжних ревізіоністських центрів»;
- 10-й відділ (утворений 1974 року) — «проведення контррозвідувальних заходів (спільно з ПГУ) проти центрів ідеологічної диверсії імперіалістичних держав і зарубіжних антирадянських організацій (крім ворожих організацій українських і прибалтійських націоналістів)»;
- 11-й відділ (утворений 1977 року) — «здійснення оперативно-чекістських заходів щодо зриву підривних акцій противника і ворожих елементів у період підготовки та проведення Літніх Олімпійських ігор у Москві». Після проведення Олімпіади на відділ було покладено завдання зі спостереження за науковими, профспілковими, медичними та спортивними організаціями;
- 12-та група (на правах відділу) — координація роботи 5-го управління з органами держбезпеки соцкраїн;
- 13-й відділ (утворений 1982 року) — «виявлення і припинення проявів, що мають тенденцію до переростання в політично шкідливі угруповання, які сприяють проведенню противником ідеологічних диверсій проти СРСР»;
- 14-й відділ (утворений 1982 року) — «робота із запобігання акціям ідеологічної диверсії, спрямованої у сферу Спілки журналістів СРСР, працівників засобів масової інформації та суспільно-політичних організацій»;
- 15-й відділ (утворений 1983 року) — робота по об'єктах спортивного товариства «Динамо»;
- Фінансовий відділ;
- Група кадрів;
- Група мобілізаційної роботи;
- Секретаріат.

## Керівництво

### Начальники
- О. Ф. Кадашов (4 серпня 1967 — 8 грудня 1968)
- П. Д. Бобков (23 травня 1969 — 18 січня 1983)
- І. П. Абрамов (18 січня 1983 — травень 1989)
- Є. Ф. Іванов (травень — вересень 1989)

### Заступники начальника
- П. Д. Бобков (1967—1969)
- В. П. Воротніков
- М. М. Голушко (1983—1984)

### Начальники 2-го відділу
- М. М. Голушко
- В. Ф. Лебедєв (1983—1987)

### Начальники 4-го відділу
- В. О. Куроєдов

### Начальники 8-го відділу
- Є. Д. Кубишкін
- А. П. Благовидов (1989 — ?)

## Відомі співробітники
- В. О. Орєхов — колишній капітан П'ятого управління КДБ СРСР, який допомагав радянським дисидентам.
- В. В. Черкесов — оперуповноважений 5-го відділу УКДБ по Ленінграду та Ленінградській області[8]
- В. О. Щукін — заступник начальника 5-го відділу УКДБ по Пермській області[8]
- В. С. Цибізов — старший оперуповноважений 1-го відділу 5-го управління, майор[9]
- О. М. Карбаїнов — у минулому перший секретар Красноярського крайового комітету комсомолу[9]
- О. П. Комельков — заст. начальника 2-го відділення (курування телебачення) 14-го відділу 5-го управління КДБ, випускник Московського Інституту культури, майор, прізвисько «Баклажан»[9]
- О. П. Кондауров
- О. В. Литвиненко